# San José del Cayapas
San José del Cayapas ist eine Ortschaft und eine Parroquia rural („ländliches Kirchspiel“) im Kanton Eloy Alfaro der ecuadorianischen Provinz Esmeraldas. Die Parroquia besitzt eine Fläche von 120,8 km². Die Einwohnerzahl lag im Jahr 2010 bei 1513.

## Lage
Die Parroquia San José del Cayapas liegt im Küstentiefland im Nordwesten von Ecuador. Der Río Cayapas durchquert das Gebiet in nördlicher Richtung und entwässert dabei dieses. Der Hauptort San José del Cayapas befindet sich am Linksufer des Río Cayapas 42,5 km südlich vom Kantonshauptort Valdez.
Die Parroquia San José del Cayapas grenzt im Norden an die Parroquia Borbón, im Osten an die Parroquia Selva Alegre, im Süden an die Parroquia Atahualpa sowie im Westen an die Parroquias San Francisco de Ónzole und Anchayacu.